# Церква святого архістратига Михаїла (Лиса)
Церква святого архістратига Михаїла в Лисій — парафія і храм греко-католицької громади Підгаєцького деканату Бучацької єпархії Української греко-католицької церкви в селі Лиса Тернопільського району Тернопільської области.
Оголошена пам'яткою архітектури місцевого значення.

## Історія церкви
Греко-католицька парафія існувала в селі з XVIII століття до 1946 року. Церква була збудована у 1883 році.
З 1967 по 1976 рік храм був закритий державною владою. У разі потреби обряд похорону здійснював о. Павло Кужель із сусіднього села Гнильче. У 1990 році парафіяльна громада намагалася відновити греко-католицький обряд, але священник відмовився переходити в УГКЦ. Тому 1990 рік вважається роком відновлення парафії в лоні УГКЦ.
При парафії діють братства «Матері Божої Неустанної Помочі» та «Апостольство молитви». У 1996 році біля церкви збудували капличку. На парафії також встановлено пам'ятник Володимиру Великому у 1991 році на честь проголошення незалежності України.

## Парохи
- о. Кузьма Ліпський (до 1835),
- о. Казимир Боліцький (1835—1840),
- о. Мар’ян Техіковський (1841—1853),
- о. Омелян Кичура (1886—1910),
- о. Євген Телицук (1910),
- о. Остап Чатирнський (до 1920),
- о. Євстахій Гайдукевич (1920—1936),
- о. Павло Кужель,
- о. Василь Джиджора (1936—1946),
- о. Прокіп Максимиж (1946—1954),
- о. Петро Скільський (1954—1958),
- о. Цалевич (1959—1960),
- о. Юрчак (1961—1967),
- о. Володимир Михайлюк (1976—1984),
- о. Василь Сабат (1984—1988),
- о. Омелян Легета (1989),
- о. Володимир Мудла (1989—1990),
- о. Ярослав (Василій Івасюк),
- о. Володимир Люшняк (до грудня 1994),
- о. Василь Яремко (з 14 грудня 1994).